# ファンタジーアース ゼロ
『ファンタジーアース ゼロ』は、ソフトギア（旧フェニックスソフト）が開発しスクウェア・エニックスにより運営されていた多人数同時参加型のオンラインゲーム（MMORPG）。アクション要素の強い戦闘システムとストラテジゲームの要素が組み合わされた大規模対人戦闘（最大50vs50）が、ゲームの中心となっていた。略称はFEZ。2006年12月21日より正式サービスを開始。基本料金無料のアイテム課金制となっていた。
元はスクウェア・エニックス運営のプレイオンラインタイトルの一つで、ベータテスト終了後は『FANTASY EARTH 〜THE RING OF DOMINION〜』のタイトルで運営されていた。2006年11月1日よりゲームポットへと運営が移管され、それに伴いタイトル名が『FANTASY EARTH ZERO』へと変更されている。
2015年9月14日、運営がゲームポットからスクウェア・エニックスへ再移管されることが発表され、2015年11月18日より再びスクウェア・エニックスによる運営が開始された。
2022年6月13日、サービスの終了と終了までのスケジュールが発表された。
2022年9月28日、同日15時をもってサービスを終了し合わせてオフィシャルサイトも閲覧不可能となった。
2022年9月29日発売の『週刊ファミ通』にて終了記念特集が組まれ、歴史・公式データ・運営陣インタビューなどが掲載された。

## 概要
最大50人vs50人による対人戦闘を主眼に置いたオンラインアクションRPGである。一見、MMOタイプに見えるが、プレイの主体となる「戦場（マップ）」へ参加できるプレイヤーの上限は100名までとなっており、実質的にはMOタイプに近い。
ゲーム内では5つの国家が恒常的に戦争状態にあり、プレイヤーはキャラクター作成時に所属国家を決定し、以後は自国の勝利のために大陸各地を転戦することとなる。戦争の舞台となる「戦場」は、戦闘の勝敗によって支配国家が変動するため、戦場で勝利を重ねることによって、自国の支配地域を広げていく事がゲームの目的となる。ただし現段階では支配地域を維持し続けることによる、大きなメリットは存在しない。また所属国家の滅亡もないため、毎日24時間、エンドレスに戦争が行われる。
戦争のルールには、建造物建築により支配領域を確保し合う「陣取り合戦」や、戦術ユニットである召喚獣（後述）の運用といった戦略要素も組み込まれており、ジャンルとしてはアクションRPGとストラテジゲームのハイブリッドタイプとなっている。日本国外では最近「ファーストパーソンストラテジー (FirstPersonStrategy) 」と呼ばれ始めているジャンルに該当する（ただしインターフェースはTPSである）。

### ストーリー
クリスタルによって、創られた世界・メルファリア。この世界では「はじまりの王」と呼ばれる、マルクティス・エスセティアが率いる、エスセティア王国に統治され、全ての者がクリスタルの恩恵を受けて平和に暮らしていた。
しかし、クリスタルによって発達した人々は次第に野望を抱き、世界各地で争いが起こり、エスセティア王国は滅亡した。それから、長い年月が流れ、それぞれの想いを抱いた5人の王が、今大陸の平定を目指して戦い合う。

### 特徴
ゲームの中心は大規模対人戦闘であり、モンスターの狩りやクエストといった要素は、補助的な内容にとどまっている。
操作体系は、一般的なFPSゲームと同じキーボードのWASDキーによる移動とマウスによる視点変更/攻撃を採用（ゲームパッドにも対応している）。ジャンプやサイドステップも可能となっており、国産オンラインRPGとしては極めてアクション性が高い。ゲーム内に「命中率」や「回避率」といったパラメータは存在せず、攻撃の当たり判定は全てプレイヤーの操作テクニックに由来する。そのため、キャラクター間のレベル差・能力差をプレイヤーの操作テクニック、人数差、連携で覆す事が可能となっており、またレベルキャップや装備性能の上限が低いため、レベル差や性能差で他キャラクターを押しつぶすような、いわゆる「一騎当千キャラ」は存在しない。
ただし、各装備にレベルキャップが設定されており、いわゆる「強い装備」は課金装備やオフィシャルショップで販売される防具、イベント配布の装備を除けば装備条件は高めに設定されており、装備購入に必要な資金も装備の強さに比例して高くなっていく。
また、戦闘の舞台となる「戦場」では「クリスタル」と呼ばれる有限の資源を採取することによって、各種建造物を建てたり、戦術ユニットである召喚獣を呼び出すことができる。これらストラテジー要素は戦争の勝敗に非常に大きな影響を与えるため、プレイヤーは目の前の歩兵を倒すだけでなく、戦場全体の動向を見て自分の役割・行動を決定する必要がある。以上のように対人戦闘の中心となるアクション要素と戦争での勝利の鍵となるストラテジー要素が組み合わされており、さらにそれが国家間の勢力変動と結びついている等、MMOタイプのオンラインゲームとしては、斬新なプレイ感覚を実現している。

### 影響
FPS系の戦闘システムとストラテジーゲームの要素を組み合わせたオンライン戦争ゲームにはいくつかの先行作品があり、ゲームシステムの類似性から見てファンタジーアースにも大きな影響を与えていると思われる。特に、Half-LifeのMod作品である「Natural Selection」とS2 GAMESによって開発された「SAVAGE」からは明確な影響が見て取れる。同様に、国家間戦争とオンライン対戦を主眼に置いた、本作のフォロワーも生まれている。

## プレイの流れ
プレイヤーは、キャラクター作成時にサーバと所属国家を決定する。
ゲームの舞台となるメルファリアと呼ばれる世界には6つの大陸が存在し、各大陸には複数のマップが配置されている。マップとマップの間は物理的につながっていないため、マップ間の移動は大陸全域が表示される全体マップから行うことになる。マップは、各国の拠点である「首都」と戦争による争奪の対象となる「戦場」の2種類に分かれており、各国の「首都」に攻め込むことは出来ない（よって、国家滅亡は起きない）。
首都には、各種道具装備を販売するショップや体力を回復する宿屋などが存在する。プレイヤーは拠点となる「首都」と狩りや戦争を行う「戦場」を往復してプレイを進めることになる。

### 平和状態
各マップは、通常そのマップを支配する国家のプレイヤーしか入る事はできない。例外として、自国マップと隣接する位置にある場合のみ、他国のマップにも侵入できる。マップ上にはモンスターが生息しており、モンスターを狩る事により経験値やゴールド、アイテムを得る事が出来る。

### 宣戦布告
他国の支配するマップ上で、自軍の本拠地となる「キープ（後述）」を建設する事によって、相手国に宣戦が布告され「戦争」状態が開始される。戦争中、マップ上からモンスターは姿を消し、対人攻撃が可能となる。戦争に参加できる人数は通常戦争であれば50人vs50人で最大100人。人数が上限に満たない場合のみ、第3国からのプレイヤーが人数の少ない陣営に援軍として参戦することが出来る。イベント等で100vs100の200人戦争や30vs30の60人戦争などが開催される場合がある｡以前はクロニクル戦場として少人数戦争が通常戦争として実装されていたが､ユーザーからの不評によりクロニクル戦場自体が撤廃され年に数回のイベント戦場として登場する程度となっている｡

### 戦争
各「戦場（マップ）」の支配国家を決する戦いが戦争であり、戦争のルールには、ストラテジゲーム的な要素が多分に組み込まれている。自軍と敵軍には、軍全体のHPとも言うべきゲージが設定されている。このゲージは、一定の条件によって減少していき、制限時間（35分）内に先にゲージがゼロとなった軍が敗北となる。制限時間をオーバーした場合は防衛側の勝利となる。かつては制限時間が45分あったため通常のプレイで時間切れが発生する事は皆無であったが、現在は35分に短縮されたので時間切れを狙うことも可能となり、作戦として取り入れられるようにもなった。
ゲージの減少には下記のような様々な要因が絡むため、単純に目の前にいる敵を倒していくだけでは、戦争での勝利は難しい。
支配領域の面積に応じた減少
マップ内に「オベリスク（後述）」を建設する事によって、自軍の支配領域を拡張することが出来る。この支配領域の面積の広さに応じて、一定時間毎に敵のゲージにダメージが発生する。ゲージへのダメージ発生源としては最大の物であり、支配領域の面積の多寡が戦争の勝敗に一番大きな影響を与える。
建造物の破壊による減少
マップ内に建設した自軍の建造物が破壊されると、それに応じて自軍のゲージにダメージが発生する。特に上に挙げた「オベリスク」を破壊された場合、前述した支配領域も失う事になるため「オベリスク」を巡る攻防が重要となる。
死亡による減少
自軍の兵士が死亡することによって自軍ゲージにダメージが発生する。よって、極力戦死者をださないことが勝利への重大な要素となる。ただし、どれだけ攻撃を受けても兵士が死亡しない限りゲージへのダメージは発生しない。
本拠地への直接攻撃による減少
自軍の本拠地が敵から直接攻撃を受けた場合も、自軍のゲージにダメージが発生する。ただし、その影響は極めて小さく、ほとんどのMAPでは実質的な意味はない。
「ファイナルバースト」による減少
「召喚獣キマイラ（後述）」の自爆スキル「ファイナルバースト」によって、自軍の本拠地が攻撃を受けると、ゲージに極めて大きなダメージ（最大値の1/3）が発生する。ゲームの流れを逆転させるだけの大きな力を秘めている。

### 戦争の結果
戦争終了後、戦場となったマップの支配権は勝利国のものとなる。マップは宣戦布告が不可能となる休戦状態（攻撃軍が勝利した場合は支配権移行中）を経た後、再び平和状態へと移行する。敗戦国には、マップの支配権を失う以外の大きなペナルティは無い。（そのため防衛がおろそかになることもしばしば起こる）

## ゲームの要素
ゲーム内には、プレイの方向性を決定づける様々な要素が存在する。

### 国家
プレイヤーが所属する国家が予め5か国存在し、キャラクター作成時に決定する。1度、決定された国家を変更する事は出来ない。所属国家による個々のキャラクターの性能差は存在しない。
ネツァワル王国（通称：ネツ）
獣人王ヒュンケルが治める国。メルファリアの西北西部にあるビクトリオン大陸を主な領土とする国家。国のシンボルは斧、シンボルカラーは赤。
エルソード王国（通称：エル）
賢人王ナイアス・エルソードが治める国。メルファリアの北部にあるペデスタル大陸を主な領土とする国家。国のシンボルは雷、シンボルカラーは青。
ホルデイン王国（通称：ホル）
姫将軍ワドリーテ・ベルクシュタイン・ホルデインが治める国。メルファリアの東北東部にあるオーレオール大陸を主な領土とする国家。国のシンボルは剣、シンボルカラーは黄。
ゲブランド帝国（通称：ゲブ）
自由帝ライル・ク・ベルダ・ゲブランドが治める国。メルファリアの南東部にあるストリクタ大陸を主な領土とする国家。国のシンボルは盾、シンボルカラーは紫。
カセドリア連合王国（通称：カセ）
聖女王ティファリスが治める国。メルファリアの南西部にあるエイケルナル大陸を主な領土とする国家。国のシンボルは百合、シンボルカラーは緑。

### 国王
各国には国王やその重臣が存在しており、戦争中や町にいるとき、国王は戦争に関する助言や1プレイヤーの活躍を褒め称えたりすることはあるが、国王も含めて戦争には一切影響を与えることはない。
褒める場合も、セリフ自体は声優が喋るが、当然プレイヤーの名前までは喋らないように調整されている。まれに戦争中、「〜にあるオベリスクは手薄だから狙え」といった助言をプレイヤーに対してすることがあるが、指示された場所が敵本拠地のすぐ近くであったりと、実質的にほぼ役に立っていない。あくまでシンボルとして存在しているにすぎない。
かつて「国王介入」という名目で、敵へ宣戦布告をしたときに、国王が勝手にキープの位置を変更してしまうという仕様が導入されたことがあったが、一方的かつ確実にファイナルバースト（後述）を受けてしまうような場所にキープを建ててしまうことも起こった。そのため「戦術性がなくなる」などの不満がプレイヤーから噴出し、早々にしてこの仕様は排除されることとなった。

### 課金
課金は10円＝1オーブ、100円＝10オーブ、1,000円＝100オーブ、1万円＝1,000オーブ。（実際には3000円以上の額面からはオーブボーナスがつく。）
イベントの時はオーブボーナスが増える時がある。オーブで消費アイテムやルーレットをプレイする為のコイン、装備品、経験値やリングのブーストアイテム、エンチャント、高性能な回復アイテムが購入でき、低レベルの段階から最高性能の武具を購入・装備でき、早期に前線で戦うことができるようになる。また、無課金アイテムと比較して様々なデザインの物が存在し、耐久度が高い。最終的に無課金アイテムとのステータス数値での性能差は付かないが、最高性能にたどり着くまでの時間を大幅に短縮できる等のメリットを得る事ができる。エンチャントも一部ではあるがオーブ限定の物が存在し、回復アイテムについてもゴールドで購入するものより高性能なものが販売されている。

### キャラクター
キャラクターは作成時に、名前、性別、ボディタイプ、髪型、フェイス、各部位のカラーなどを設定できる。各キャラクターには、体力を表すHP（ヒットポイント）とスキルを使用するためのPw（パワー）、そしてLv（レベル）が存在する（最大レベルは45）。HPとPwの値は、レベルとは無関係にそれぞれ1,000と100に固定されており、レベル差によるキャラクターの性能差は、それほど大きくはない。レベルアップ毎にスキルポイントを獲得でき、ポイントを消費してスキルを取得する。スキルはツリー形式となっており、取得条件を満たさなければ上位スキルは出現しない。装備部位は、武器（・盾）・頭部・体・脚部・腕・足・アクセサリの7ヵ所（8か所）+アミュレットで装備するアイテムによってグラフィックは変化する。また、装備にはレベル制限があり、通常の店売り商品やMOBドロップ品については強力なものほど高レベルでなければ装備できない仕組みになっている。課金アイテムやルーレット景品､イベント装備等については比較的低レベルから装備できるものが多く､中にはレベル1から装備可能かつ最高性能を持った装備も存在する｡

### クラス（職業）
クラスはキャラ作成時に決定する。またヒーラー（いわゆる回復職）は存在しない。これは、高性能な回復スキルを用意すると前線が膠着状態に陥りやすくなり、戦争にダイナミックな変化が起こりにくくなると前開発担当のマルチタームが判断したためである。
クラスは5種類用意されており、各クラス毎のスキル取得パターンによって、その内容はさらに細かく分化される。また、3職は下記のような3すくみの関係になっており、有利なクラスへの攻撃は補正がかかってダメージが上がり、不利なクラスへの攻撃はダメージが下がる。これらは召喚時にも適用され、またプレイヤーが選択している職業以外のレベルもダメージ補正の計算に含まれ、他の職業のレベルが上昇するにつれて与ダメージの増加、被ダメージの減少が発生する。
ウォリアー＞スカウト＞ソーサラー＞ウォリアー…
セスタス､フェンサー間は上記3すくみに関係なく相互で弱点扱いのダメージアップとなる
上記クラス間補正のほか､サブクラスによる補正が加わる｡転職については有料アイテム「転身の羽」か、闘技場の景品やイベント配布の「流転の羽」を使用する事によって任意のタイミングで自由に変更出来る。
ウォリアー（通称：ヲリ）
使用可能武器：片手剣・盾・両手斧・大剣
直接的な打撃攻撃を主とするクラスである。強力なスキル群を持ち軍の主力となるが、最前線に立つ事が多いため被弾も激しい。スキルの取得パターンによって、片手武器と盾で戦う防御力に優れた片手ウォリアーと、両手武器（主に斧や鎚など）で戦う攻撃力に優れた両手ウォリアー、両手の派生形で最大の攻撃力を持つが防御がやや脆い大剣ウォリアーとに分かれる。片手剣と両手、または大剣スキルを取得するハイブリッドと呼ばれるスキル取得をするプレイヤーも多い。防御力/攻撃力共に最高値を誇るため最もプレイし易い職と言える｡
スカウト（通称：スカ）
使用可能武器：弓・短剣・銃
弓による遠距離攻撃や短剣による様々な状態異常攻撃を繰り出せるトリッキーなクラスである。また、自らの姿を隠し敵地の奥深くに侵入したり、敵を背後から襲う事もできる。スキルの取得パターンによって、短剣を装備して戦う状態異常付与能力に長けた短剣スカウト、弓を装備して戦う狙撃・妨害能力に長けた弓スカウト、弓の派生系で銃を装備して戦うサポート・状態異常付与能力に長けた銃スカウトに分かれる。ウォリアー同様、各武器のスキルを取得するハイブリッド型にするプレイヤーも存在する。短剣クラスについては2017年のアップデートにより遠距離攻撃が実装され､より柔軟な立ち回りが可能となった｡しかしながら防御力も攻撃力も心もとないため､適切な立ち回りやスキル選択が必要となり難易度は高め｡
ソーサラー（通称：皿）
使用可能武器：杖・魔導具
主に中距離からの魔法攻撃を得意とするクラスである。｡魔法自体の威力も本ゲーム最大級に高く､命中後は防御力を無視してダメージを与え続ける炎魔法､凍結や鈍足降下を与える氷魔法､それ自体に特殊な効果は無いが射程と命中させやすさ､高低差無視等の効果がある雷魔法に分類される｡詠唱のスキルを使うことで影響力の高い中級魔法､上級魔法を繰り出すことができる反面、近距離では最も打たれ弱い。所謂｢砲台｣として最前線でのアタッカーとなったり攻め込む契機を作ったり､逆に存在が失われることによって一気に前線が崩壊することもあることから立ち回りが非常に難しい｡スキルの取得パターンによって、杖系は継続して追加ダメージが発生する火の系統、地形の高低と障害物の影響を受けにくい雷の系統、相手の移動を制限する氷の系統の三系統に分かれ、魔道具系は異なる属性のスキルを組み合わせた特殊な大魔法を扱う。ソーサラーは一系統を極めただけではスキル修得に使うポイントが大きく余るため、最終的には全員が複数系統を習得するハイブリッド型となる。2017年以前はスキルツリーの都合上､最上位に相当する上級魔法は事実上1種類しか取得できなかったが､アップデートによるスキルツリーが見直された結果実用的な範囲で2種類の上級魔法を使用することができるなお、RPGではお馴染みの陰陽五行・四大元素的な属性相性によるダメージ補正は存在しない。
フェンサー（通称：笛）
使用可能武器：刺突剣
刺突剣による近距離での機動戦闘を得意とするクラスである。コンセプトは「蝶のように舞い、蜂のように刺す」とされており、スキルを使用した後宙返りをし一撃離脱の戦法が取れる他、ルーンスキルで自己や味方のコンディションを上昇することができる。上記の三職とは異なり、三すくみの法則は適用されないが、後述のセスタスとは互いにダメージ量が増大する補正がある。男性キャラクターのみジャンプ時は空中で回転するが､女性キャラクターは他クラスと同様に通常のジャンプとなる｡本職業に関しては実装時のコンセプトが余りにも対人戦に注力されすぎており､近距離の絶大な火力､一瞬で退避が可能な移動力､魔法無効化スキル､物理攻撃の無効化と同時に反撃が行えるスキル等が1キャラクターで実現できてしまっていた｡それによって戦争で大きなバランス崩壊を招いていた事から根本的なスキル調整が繰り返し行われ､導入から現在に至るまで最も変更が多い職業となる｡2017年現在でも俗に言う｢上手なプレイヤー｣であればあらゆる距離から他職を圧倒できる対人戦のエキスパートという立場は変わらない｡
セスタス（通称：セス）
使用可能武器：手甲
拳を武器とし、建築物の回復、強化、そして破壊も得意としている工兵的なクラスである。使用するスキルは「溜め」が可能なもの、状態異常状態の相手に有効なもの、ヒットポイントを吸収するもの等、個性的なものが多い。また、上記の片手ウォリアーのように敵の動きを封じることができるスキルを持つことができる他、一時的ではあるが驚異的な防御力を発揮することができる。フェンサーとは互いにダメージ量が増大する補正があるが、他の三職とはダメージ補正がない。本職業はフェンサーと対になる存在として実装され､対人性能は低いが敵建築物に対して絶大な攻撃力を誇り､味方建築物の回復が行える唯一の職業ということもあり戦場で必須の存在となっていた｡2017年のアップデートで戦争の在り方自体が問われた結果､味方建築回復能力の削除､対人用の状態異常スキルや攻撃スキルが多数追加され､比較的動きやすい前線寄りの職となる｡

### 建造物
戦争中に取得できるクリスタルを消費することによって建設できる建物である。各建物には、それぞれ固有の機能があり、戦争の行方に様々な影響を与える。建造物はそのほとんどがキープ／キャッスル周辺及び、自軍支配領域（かつ敵軍支配領域外）にしか建設する事は出来ない。なお､建築物には｢アラート｣という概念が導入されているものがあり､建築時のアラートレベルは1だが時間が経過するとレベルが上昇､戦場に与える影響が大きくなっていく､逆にアラートが高い状況で破壊されると破壊ダメージが大きくなる仕組みとなる(例:オベリスクのアラートが上昇すればするほど領域ダメージが増加するが破壊されると破壊ダメージも増加)｡2017年11月のアップデートで通常戦争についてはアラートレベルが建築時から1で固定される調整へと変化したが､イベント戦場等は例外となり引き続きオベリスク､エクリプスにアラート制が実装されている｡
キャッスル（通称：キプ【役割的に同じ事からキープと同じ呼び方をされる事が多い】、城）
防衛側の本拠地。このキャッスルだけはフィールド内に最初から建造されている。戦場で倒れた防衛軍兵士の再出現ポイントであり、防衛軍の召喚獣ナイト、チャリオット､キマイラ､リリス､ボルテックスの召喚拠点でもある。厳密に言うと召喚ではないが､バリスタについてもキャッスルにて召喚可能｡ただし、戦争中などにおいてキャッスルもキプと略される場合がある。次項のキープよりも防御力が低い。
キープ（通称：キプ）
攻撃側の本陣。キープが戦場に建設される事で戦争開始となる。キープの建設にクリスタルは不要だが、同フィールド内にいる自軍プレイヤー四人（ただし建築者を除く）の承認を要する。建設位置によって、攻撃の戦略が変化するため、位置の見極めが大切になっている。通常戦争では戦場で倒れた攻撃軍兵士の再出現ポイントとなる｡召喚内容についてはキャッスルと同上｡
オベリスク（通称：オベ）
建設された位置を中心に円状の一定範囲が自軍の支配領域となる。オベリスクの支配領域は重複せず、総支配領域に応じて敵拠点にダメージを与える。またレーダーとしても機能し、領域内の自軍と敵軍をミニマップ上に表示する。特性上、戦争の勝敗を直接左右する重要な建造物となっている。最大建築数は25だが、最大まで建築されることは稀である。必要なクリスタルの数は15。
ジャミングタワー
2017年11月のアップデートで実装された新建築物｡領域を無視して建築が可能｡建築された場所から一定範囲以内のマップ情報表示を不可にする｡またジャミングタワー自身の情報も隠蔽されるためキマイラ等に利用されやすく注意が必要｡必要クリスタルは6｡
アロータワー（通称：AT）
接近してきた敵を一定の間隔で自動的に攻撃する建造物。一発あたりの威力は低いが、射程内の全ての敵に対して攻撃可能で、耐久力が高く遮蔽物としても有効に機能するため、戦線維持の要となる。最大建築数は12。必要なクリスタルの数は18。
ウォークラフト（通称：蔵）
召喚獣ジャイアントを召喚するために必要な建造物。最大建築数は1。必要なクリスタルの数は20。召喚できる建築物の中では保有するHPが高い。
ゲートオブハデス（通称：門）
召喚獣レイスを召喚するために必要な建造物。最大建築数は1だが耐久力が低く、また破壊されると再建できない。以前はセスタスによる回復が必須であったが､セスタスの回復スキルが削除されたことに伴って耐久力が上昇した｡以前は領域内であればどこにでも展開できたが､それを悪用した工作行為が横行した結果､自軍拠点周辺にしか建築が行えなくなった｡必要なクリスタルの数は20。
スカフォード（通称：足場、スカフォ）
歩兵のジャンプ最大高度ほど高さを持つ台。支配領域を無視して建設できる。足場として利用することで高低差のある地形での移動を可能にする他、障害物やレーダー機能による状況把握に利用されることも多いが、耐久力は全建築物中最も低い。1戦につきキャラクター1人につき1つまで建築でき、最大建築数は50。建設にクリスタルを要しない。
ブルワーク（通称：壁）
極めて耐久力が高く、かつ巨大な建造物。自軍の支配領域内であれば、敵の支配領域と重複していても建設できる。防壁として敵軍の進路を塞ぐ他、スカフォードと組み合わせる事で高所に登るための足場としても利用される。最大建築数は3。必要なクリスタルの数は30。
エクリプス（通称：エク／エクリ）
建設された位置を中心に円状の一定範囲が自軍の支配領域となる。「小型オベリスク」と言える建造物。支配領域は面積換算でオベリスクの約1/2、耐久力は1/3だが、オベリスクとは異なり敵支配領域と重複している領域にも建造できる点・建造に必要なクリスタル数が少ない点・破壊時の拠点ダメージが少ない点などの特徴を持つ。最大建築数が5と少ないため、建てる場所をしっかりと選ぶ必要がある。必要なクリスタルの数は11。
ウッドブリッジ(通称：橋)
一部戦場で戦争開始時に自動的に建築されている。主に渓谷MAPなどで登場し、通常は移動できない渓谷の間を移動することが可能。破壊された場合は次回の宣戦布告が行われるまで破壊されたままとなる。
ウッドウォール(通称：柵)
ウッドブリッジと同様で一部の戦場で開戦時に自動的に建築されている。主にプレイヤーの移動や攻撃を妨げる役目があり、破壊された場合は次回の宣戦布告まで破壊されたままとなる。
その他特殊な建築物
イベント限定で上記以外の特殊な建築物が登場することがある。(例：スーパーオベリスク、エクリプチ、トライリスなど)

### 召喚獣
マップ上で取得できるクリスタルを消費することによって呼び出せる特殊なユニットである。各召喚獣は、呼び出したプレイヤー自身が姿を変えて操作することになり、召喚後もプレイヤーのクラスによるダメージの補正は残るため、実態としては、召喚より変身と言った方がより正確である。各召喚獣は、それぞれ特殊な能力を持っており、その運用が戦争の行方に大きな影響を与える存在である。主にイベント期間中など、季節によってビジュアルが変更されることがある。
ナイト（通称：馬 騎士）
騎士の姿をした召喚獣。馬に騎乗しているため移動速度が速く、ランスによる攻撃でナイトを含む他の召喚獣に大きなダメージを与えることができる。その代わり、歩兵・建造物にはほとんどダメージを与えることが出来ない。対召喚獣の高攻撃力から味方召喚獣の護衛や敵召喚獣の排除、足の速さからクリスタルの輸送などを主任務とする。必要なクリスタルの数は30（08/11/25のアップデート以前は40）。召喚する場所は「キープ/キャッスル」。
ジャイアント（通称：ジャイ 巨人）
巨人の姿をした召喚獣。肩にかついだ砲台により遠距離から建造物に多大なダメージを与える事ができる、重要なユニットである。他の召喚獣と比べ群を抜いてHPが高いものの、直接的な戦闘能力は皆無に等しく、移動速度も遅いため、孤立すると非常に脆い。必要クリスタルの数は30。召喚する場所は「ウォークラフト」。
レイス（通称：霊）
死神の姿をした召喚獣。遠近に対応した攻撃方法と、周囲にいる敵兵の視界を奪う能力を持つ。対歩兵戦においては高い戦闘力を誇るが、ナイトからの攻撃に対しては脆い。また、同時に1体しか召喚する事ができない。必要クリスタルの数は50。召喚する場所は「ゲートオブハデス」。
キマイラ（通称：キマ 猫）
三つの頭部を持った四足獣型の召喚獣。三種類のブレスによる高い対人攻撃能力に加えて、敵本拠地に対して、自爆攻撃「ファイナルバースト」をしかける事によって、大ダメージを与える事ができる。戦争の形勢を一気に逆転できるだけの力を秘めているため、常にその存在を警戒される。ただし召喚直後より、常にHPが減り続け、敵ナイトから集中的に狙われるなど運用は難しい。召喚には「キマイラブラッド」という専用アイテムが必要で、かつ自軍のゲージが1ゲージ減るたびに1体ずつしか召喚できない（2ゲージ以上減っていても、同時に2体召喚することはできない）。必要なクリスタルの数は40。召喚する場所は「キープ/キャッスル」。
ドラゴン（通称：ドラ 竜）
竜の姿をした召喚獣。唯一飛行可能なユニットであり、ナイトに匹敵する移動速度とジャイアントを超えるHPを誇る。更に口から吐く火球は長射程かつ広範囲に効果が及び、対象の種別を問わず大ダメージを与える（対建築物ダメージは特に高く設定されている）。召喚にはクリスタルのかわりに「ドラゴンソウル」というアイテムが必要。自軍のゲージが敵軍のゲージに比べて0.8ゲージ（1ゲージの8/10）以上少なく、かつ自軍ゲージが0.5ゲージ以上残っているときに「ドラゴンソウル」の所持者が死亡した場合、一定確率でドラゴンとなって復活する。ゲージ差が大きくなるとドラゴン召喚可能数が増えていき、最大で3体まで同時に召喚される。
チャリオット（通称：チャリ 車）
馬車のような召喚獣。上記5つの召喚獣とは異なり、兵員の輸送に重点を置いた召喚獣となっている。5人の歩兵を乗せてナイトよりも高速に移動する事が可能だが、様々な制限も設けられているため敵本拠地を奇襲するようなことは不可能。自軍キープ/キャッスルの直近であれば対歩兵戦闘力も高い。同時に4体まで召喚することができる。必要なクリスタルの数は20、召喚する場所は「キープ/キャッスル」。
リリス
2017年11月に実装｡攻撃スキルの他に自身を含め周囲の歩兵に耐性上昇のバフ効果を付与することができる｡本作品において自身以外のプレイヤーに直接的なバフ効果を与える事ができるスキルは本ユニットが初登場｡召喚する場所は｢キープ/キャッスル｣｡必要クリスタルは35｡
ボルテックス
2017年11月に実装｡敵軍のユニットに対し操作が反転する状態異常(混乱効果)､継続ダメージを与える毒状態を付与する｡召喚する場所は｢キープ/キャッスル｣｡必要クリスタルは25｡クリスタルとは別に｢ナイトメアピース｣という消費アイテムが必要｡
その他特殊な召喚獣
イベント限定で既存ユニットにスキルが追加される他､特殊な召喚獣が召喚可能になったり本来の召喚条件や性能が大幅に変わった召喚獣が登場することがある。(例：スカルドラゴン、デーモンなど)

### 兵器
2013年1月に実装された。召喚や建築と同じくクリスタルを消費し、消費量によって異なるユニットを生産できる。召喚獣と同じくプレイヤーが兵器を操作するが、召喚獣と異なり何度でも乗り降りが可能で、生産したプレイヤーにかかわらず、自軍のキャラクターなら誰でも乗車ができる。召喚と同じくプレイヤーのクラスによるダメージの補正は残る。
バリスタ（通称：バリ）
巨大な槍を飛ばす兵器。高い防御力を有しており、集団戦での前線維持や押し引きを得意とする反面、移動速度や攻撃速度など機動力が乏しい。チャリオットと同じく、自軍キープ/キャッスルから一定範囲を超えると無力になる。また、敵からの攻撃から身を守る障害物としての役割も発揮するため、バリスタ付近で戦い有利な状況を作り出すことができる。必要なクリスタルの数は12、召喚する場所は「キープ/キャッスル」。

### 闘技場
中立都市ル・ヴェルザに設置されており、所属国家に関係なく全プレイヤーが利用出来る。ゲーム内で入手出来る闘技場参加証を消費する事によって、独自ルールによる対人戦等を楽しむ事が出来る。対戦で得たポイントを消費して、様々な景品を得る事が出来る。また、オフラインイベントではこの闘技場ルールの中の7人対7人で対戦する「バンクェット」ルールで対戦が行われることが多い。

### カジノ
中立都市ガルムに設置されており、所属国家に関係なく全プレイヤーが利用出来る。ゲーム内で入手出来る専用コインやチケットを消費する事によって、ルーレットやミニゲームをプレイする事が出来る。プレイの結果によって、様々な景品を入手する事が出来る。

## 声優によるボイス
ファンタジーアース ゼロでは物語を演出するためにキャラクターに声優を起用している。以下はその声優のリスト。
- ネツァワル王国 ：獣人王ヒュンケル/小山力也 , エリス/鹿野優以
- エルソード王国 ：賢人王ナイアス/若本規夫 , エラ/三瓶由布子
- ホルデイン王国 ：姫将軍ワドリーテ/小清水亜美 , イグルー/青野武
- ゲブランド帝国 ：自由帝ライル/中井和哉 , ケイ/朴璐美
- カセドリア連合王国 ：聖女王ティファリス/名塚佳織 , ウィビーン/中田譲治

また、ゲーム内で入手出来るボイスチケットを使用することでプレイヤーキャラクターの声を変更することが可能。前述の声優以外にも多くの声優がプレイヤーキャラクターの声を担当している。

## スタッフ
- スクウェア・エニックス：企画、運営（ファンタジーアース ザ リング オブ ドミニオン・ファンタジーアースゼロ）
  - リー・ユノ：プロデューサー
  - 竹添佳博：品質保証
  - 内山スグル：広報、イベント進行、元ゲームポットプロデューサー、ゲームマスター
  - 小山博典：プロデューサー（2008年12月時）
  - 渡辺泰仁：プロデューサー（2006年2月時）
  - 成田正美：プロジェクトアシスタント（2006年2月時）
  - 市川雅統：プロジェクトコーディネーター（2006年2月時）

- ソフトギア（旧フェニックスソフト）：開発
  - 藤本哲哉：ディレクター（2008年12月時）
  - 山口明士：デザイナー（2008年6月時）

- ベイシスケイプ：音楽制作
  - 崎元仁：作曲
  - 岩田匡治：作曲

- ゲームポット：旧運営（ファンタジーアースゼロ）

- マルチターム：旧開発、サーバープログラム、クライアントプログラム
  - 田中博：ネットワークゲーム開発部 部長

- ヴァニラウェア（旧プラグル）：旧開発、ゲームデザイン
  - 神谷盛治：ディレクター、キャラクターデザイン、旧イラスト（ファンタジーアース ザ リング オブ ドミニオン）

- 廣岡政樹：旧イラスト（ファンタジーアースゼロ）
- 輪くすさが：旧イラスト（ファンタジーアースゼロ）

## 企画・開発の変遷
元の企画・開発はマルチターム。リングオブドミニオン運営時のイラスト兼リードデザインは神谷盛治。
- 最も初期の企画開発は2001年からマルチタームにより始められ、2002年に当初デザイナーとして神谷盛治の起用を行った。直後に神谷盛治の希望により、ゲーム制作会社『Puraguru』（後のヴァニラウェア）の設立がされる。しかし2004年に神谷盛治の意向により『Puraguru』が開発を離脱。その後、マルチターム単独での開発がおこなわれる。

- 以降の開発はマルチタームによって行われていたが、2007年9月1日にNHN Japanによって吸収合併される。2008年2月29日、初期から開発に携わった青木健悟が設立したフェニックスソフトが開発支援に加わると発表された[17]。

- そして2008年6月27日、『ファンタジーアース ゼロ』の開発をNHN Japanから株式会社フェニックスソフトに完全移管されたことを発表[18]。ゲームポットはスクウェア・エニックス、フェニックスソフト両者の協力を得て運営を行い、アップデート品質の向上、そして新しいゲーム内容の展開等、開発力の強化を図ってゆくとのこと。

## 運営・料金体系の変遷
- 2006年2月3日に「FANTASY EARTH 〜THE RING OF DOMINION〜」として正式サービス開始。運営元はスクウェア・エニックスでパッケージ購入（オープンプライス6000円前後）+月額料金（1,350円）だった。

- 2006年11月1日に運営がゲームポットに移管される。この時にゲームタイトルを「FANTASY EARTH ZERO」に変更。クライアントソフトと基本プレイ料金を無料とし、一部のアイテム購入時に課金する方式へと変更される。2006年12月21日より、正式サービスが開始され、有料アイテムの販売が始まった。

- 2007年10月18日、ゲームクライアントに限定装備等のアイテムを入手できるシリアルコードを付属したパッケージを3990円で販売[19]。発売元は株式会社スクウェア・エニックス。クライアント自体はダウンロードできるものと違いはない。

- 2008年10月7日、スクウェア・エニックス メンバーズのサイトからゲームポットの既存サーバに接続可能になる。クライアントはスクウェア・エニックス メンバーズ専用版[20]。2008年12月4日、伊藤龍馬デザインの限定装備等のアイテムを入手できるシリアルコードを付属したパッケージ第2弾を3990円で販売[21]。発売元は株式会社スクウェア・エニックス。クライアントはスクウェア・エニックス メンバーズ専用版。

- 2015年11月18日に運営がスクウェア・エニックスへ再移管された。移管に伴う課金システムの変更によりゲームポット運営時のオーブは引き継がれずに消失し、スクウェア・エニックス運営にて改めてオーブによる課金が開始された。

## 日本国外での展開
日本以外でも中国、台湾、香港、北米(グローバル版)として運営が行われている。
中国にて『幻想大陸』として展開。運営はスクウェア・エニックス中国。
- 中国版ファンタジーアースゼロ公式サイト

2008年度中に台湾にて『幻想戦記』として展開の予定。運営はガマニア台湾。
- 台湾版ファンタジーアースゼロ公式サイト

香港版タイトルはそのまま『FantasyEarthZERO』2008年5月より展開。運営はガマニア香港。
- 香港版ファンタジーアースゼロ公式サイト

北米にて2010年5月19日より展開。運営はゲームポットUSA。
2011年3月21日に業績不振のため撤退、ゲームの運営を停止した。
- 北米版ファンタジーアースゼロ公式サイト

## 主な出来事

### 日本版
- 2004年9月16日 - FANTASY EARTH 〜THE RING OF DOMINION〜 正式発表
- 2005年10月27日 - 11月14日 FANTASY EARTH 〜THE RING OF DOMINION〜 cβ実施
- 2005年10月27日 - カセドリア国・ゲブランド国実装
- 2005年12月9日 - 12月26日 FANTASY EARTH 〜THE RING OF DOMINION〜 cβ2実施
- 2005年12月9日 - ネツァワル国・エルソード国・ホルデイン国・ナイト・ジャイアント・AT・ウォークラフト実装
- 2006年1月27日 - 2月5日 FANTASY EARTH 〜THE RING OF DOMINION〜 cβ3実施
- 2006年2月23日 - FANTASY EARTH 〜THE RING OF DOMINION〜 発売
- 2006年4月14日 - レイス・ゲートオブハデス実装、戦術目標導入
- 2006年6月8日 - ドラゴン実装
- 2006年7月31日 - ゲームポットへの運営移管発表
- 2006年8月24日 - キマイラ実装
- 2006年11月1日 - ゲームポットへ移管 FANTASY EARTH ZEROに改名
- 2006年11月2日 - 11月9日 FANTASY EARTH ZERO cβ実施
- 2006年11月2日 - Briahサーバー追加
- 2006年11月10日 - 11月16日 FANTASY EARTH ZERO cβ2実施
- 2006年11月17日 - 12月6日 FANTASY EARTH ZERO cβファイナル実施
- 2006年12月7日 - FANTASY EARTH ZERO Openβ開始、Chokmahサーバー追加
- 2006年12月11日 - nProtect Gameguard導入
- 2006年12月16日 - Daathサーバー追加
- 2006年12月21日 - FANTASY EARTH ZERO 正式サービス開始
- 2007年2月2日 - Etherサーバー追加
- 2007年4月9日 - スカフォード・ブルワーク実装
- 2007年5月11日 - 第1回公開テストサーバー設置
- 2007年6月12日/15日 - 第2回公開テストサーバー設置
- 2007年7月24日/27日 - 第3回公開テストサーバー設置
- 2007年8月29日 - エクリプス実装
- 2007年10月23日 - ハンゲームでのサービス提供開始、ハンゲーム専用のZayinサーバー追加　通称(乙鯖)
- 2007年11月19日 - Felixサーバー追加
- 2007年12月10日 - 会員登録数が40万人を突破したことが発表される[22]
- 2008年5月16日 - 会員登録数が50万人を突破したことが発表される[23]
- 2008年6月23日 - 破壊可能オブジェクト ウッドウォール・ウッドブリッジ実装
- 2008年9月28日 - 初心者用チュートリアル導入
- 2008年10月7日 - スクウェア・エニックス メンバーズより既存サーバーにログイン可能に
- 2008年10月27日 - 各国首都が全面リニューアル
- 2008年12月1日 - nProtect Gameguard撤去
- 2009年2月2日 - 負荷対策のためA・D・Eサーバーで新規キャラクター作成停止
- 2009年2月7日 - チート対策のため全サーバーでキャラクター新規作成停止、実質新規プレイ不可能状態へ
- 2009年2月23日 - B・C・Fサーバーで、キャラクター作成制限を解除
- 2009年3月30日 - フェンサー実装
- 2009年4月26日 - ウォーリアーに大剣スキル追加
- 2009年5月25日 - 市街戦マップ追加
- 2009年6月29日 - Gimelサーバー追加
- 2009年7月27日 - セスタス実装
- 2009年12月24日 - スカウトに銃スキル追加
- 2010年3月8日 - ソーサラーに新スキル3種追加、新武器種「魔導具」追加
- 2010年4月1日 - 資金決済に関する法律が施行される関係で、スクウェア・エニックス メンバーズからのログインが中止[24]
- 2012年1月23日 - ワールド（サーバー）が7つから3つに統合[25]、A+E+G = Ishuld、B+C+D = Jeremiah、統合対象外だったFは名称をKetherに変更
- 2013年1月28日 - バリスタ実装
- 2013年11月11日 - フェンサー・セスタスがリニューアル
- 2015年9月14日 - スクウェア・エニックスへの運営再移管発表
- 2015年9月16日 - スクウェア・エニックスアカウントへのキャラクターデータの移管手続き受付を開始
- 2015年10月7日 - 移管後の課金システム変更に伴いオーブの購入を停止
- 2015年10月28日 - ゲームポットIDでの新規登録停止
- 2015年11月4日 - 移管手続き受付の終了（その後11日から18日まで延長対応）。なお、運営移管に伴いZayinサーバーは引き継ぎ対象外となり、同日を持ってハンゲームでのサービスが停止された。
- 2015年11月18日 - 運営がスクウェア・エニックスへ移管、公式サイト・クライアントがリニューアル、ヘア＆フェイスグラフィックの向上、チュートリアル戦場・階級システム・キャンペーンカジノの実装、ロイクエストリニューアル、クロニクルズ撤去、オーブ購入の再開、ゲームポットによる公式サイト・SNSの終了。
- 2016年6月29日 - 再度のサーバー統合が実施。既存3つのサーバーが全て統合され、LEASHサーバー1つのみの運営となる｡なお､統合については特定のサーバーへの人口の偏りが原因であると説明された[26]
- 2017年6月7日 - 正式サービス開始後、初のレベルキャップ開放。これにより最大Lvが45となり、経験値テーブルも大幅に変更された。同時に全クラスで大幅なスキルリニューアルが実施された。
- 2017年11月22日 - 新装備枠の｢アミュレット｣実装｡店売りやイベント配布の時限性アイテム｢スペル｣を登録することにより､好みのステータスを上乗せすることが可能となった｡同時に新召喚の｢ボルテックス｣｢リリス｣が実装され､新建築物として｢ジャミングタワー｣が実装された｡

## 不具合など
- 2007年1月の時点でクローズドやオープンテストも含めた不具合はほぼ修正が完了しており、当初指摘されていたシステムバランスやチート対策なども一応の目途はついた模様。また、ライセンス元であるスクウェア・エニックスの運営による中国版も2007年5月に開始されている。
- 2007年2月には第五のサーバーであるEther（エーテル）が追加され、追加装備や快適系課金アイテムのラインナップもこまめに拡充が続いている。またシステムバランス等についても、ユーザーからのアンケートを募り結果を公開し、また不具合に対しては充分な補償を行うなどしている。
- 2008年8月頃よりAtziltuthサーバーにて、マップの移動や、NPCとの会話など、あらゆる動作が非常に重くなる現象が頻繁に起こっている。これに対して運営は、当該サーバーに緊急メンテナンスを行うなど対策をしている。また以前から基本的に大規模なサーバー障害が発生したときは、お詫びアイテムをゲーム内に配布していたが、今回の一連の障害では、お詫びアイテムの配布も障害発生回数に比して少なかった。
  - 上記の問題に対して2009年2月、運営はAtziltuthサーバーや同様の問題が見られたDaathサーバー、Etherサーバーについて、新規キャラクターの作成を制限した。その後4月にワールドパスシステムが実装され、上記サーバーに既にキャラクターを所持していれば、そのキャラクターと同じサーバーに新規キャラクターを作成できるようになった。また、6月にワールド移住サービスを実施し、上記サーバーとFelixサーバーから移住希望者を募り、抽選で他のサーバー（Zayinサーバーを除く）や新サーバーGimelへキャラクターを移動させた。
- 2009年2月6日、不正行為を行ったユーザーに対してアカウント停止処分を行ったとアナウンスされた[27]が、2月7日には深刻な被害をもたらすプレイヤーが確認されたとして、Briah、Chokmah、Felixの各サーバーの新規キャラクターの作成停止、ゲームポットIDでのファンタジーアースゼロコンテンツの登録とファンタジーアースゼロ公式サイトからのゲームポットIDの新規取得を一時中止する措置を発表した[28]。2月23日の定期メンテナンス不正行為対策が実装されたため、この措置も解除となった[29]。また、キャラクター作成の停止はハンゲーム専用サーバーのZayinでも実施された[30]。
- 2010年4月19日のメンテナンスまでに、2010年2月から続くの通信処理の遅延現象は改善された。また、この通信処理の遅延現象の謝罪として、ゲーム内で購入した課金アイテムを返却した他、カムバックキャンペーンや課金アイテムの配布といった異例の対応を行った[31]。
- 一定の操作をすることでキャラクターの位置情報がずれる現象（通称：半歩）が以前より確認されていたが、運営は技術的な面で解決が困難であることを理由に仕様とすることを公式サイトで発表した。ゲームバランスを保つため意図的にこれを行う者はアカウント停止処分の対象とされた。しかし、悪用する者が後を絶たず問題視されていたが、2015年の4月と7月に修正をかけ、完全ではないがほぼ発生しない状況になったという[32]。

## 不祥事など
- 2010年2月から長期的に、通信処理の遅延が発生[33]、3月8日のアップデート終了後にはクライアントの接続が強制終了する不具合が発生する[34][35]など不具合が多く報告され、その都度臨時メンテナンスなどで対処している。しかし、前述の通信処理の遅延は一部のプレイヤーは正常なゲームのプレイングができない状況であり、その対処のため3月15日以降はほとんどのイベントやアップデートが延期もしくは中止されていた。
- 2010年3月8日にゲームポットがニコニコ動画内に開設しているオフィシャル動画配信チャンネルで、この日ファンタジーアースゼロのプレイ風景を生放送した。その中で覆面をかぶった出演者が使用したフリップに『はよ寝れや。カス』など、視聴者を著しく不快にさせるような表現があったために、公式ページ内で謝罪した[36]。
- 同時期に「元運営会社社員」「元開発会社社員」を名乗る複数人物による内部告発文章が公式SNS上に投稿され、騒動となった。外部ゲーミングサイトの取材に対し、「元運営会社社員」に関しては実在する運営会社社員が投稿したものであることが確認された。「元開発会社社員」を名乗る人物については開発のマルチタームがNHN Japanに吸収合併されていたこともあり、調査のしようが無いこと、実在したとしても開発のメインスタッフではないであろうことが説明された。「フェンサー」が極端に対人戦で有利であること等に関しても「実装を最優先に行った」と明かされており、各種の不具合等々に対しても早急に対処する旨が約束された[37]。
- 2011年以降に開催されているオフラインイベントである「ネットカフェバトルトーナメント」において運営が適切に行われていない不祥事があった。当時の使用デバイスは全ユーザー共通とし、スポンサーである「Razer」製品のマウス、キーボードを使用することとされていた[38]が、肝心のマウスに故障が頻発し、試合がまともに行えない状況が発生した。複数の参加者よりデバイスの報告が出ているにもかかわらず試合を止めず、準決勝の段階になってデバイスに問題があった可能性があること、希望者は別のマウスやキーボードと交換して試合を続行する旨が発表された。しかし既に終了済みの試合についての再試合は時間の都合として一切行われず、また準決勝の段階で参加者の一部が禁止行為である「マウスにマクロを登録」していたことが明らかとなった。しかし、それについてもマウスの標準機能の一つであるという説明のみで、イベントの中断は行われなかった。これ以降のイベントについては、ユーザー側で用意したデバイスを持ち込み可能とする方針に転換した。

## 派生作品
- ファンタジーアース ジェネシス

2017年の東京ゲームショウにてアソビモ社とスクウェア・エニックス社の共同開発によりサービスが発表された､ファンタジーアースゼロから派生したスマートフォン向けにカスタマイズしたオリジナル作品｡
本作から400～500年前の世界を舞台にしており､プレイヤーは「エイルザン」「アデルヴァル」「ケムダーヴ」の3つの同盟から1つを選択して所属し､覇権を求めて争う｡
クラスは「ソルジャー」「ストライカー」「アサシン」「ハンター」「ウィザード」の5種類が存在｡
2018年9月27日より正式サービス開始、2020年3月31日サービス終了。

## 関連作品
- メルファリア マーチ